# 생트마리섬

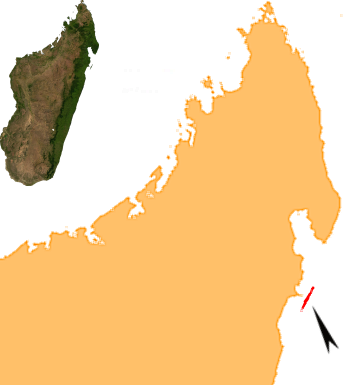
생트마리

생트마리섬(프랑스어: Île Sainte-Marie)은 마다가스카르 북동부에 위치한 섬이며, 도시가 있다. 면적은 222km2, 2001년 기준 인구는 16,325명이다. 인도양에 접해 있으며, 남북으로 60km, 동서로 10km의 가늘고 긴 섬이다. 마다가스카르 섬과는 가는 해협으로 평행하게 뻗어 있다.

## 지리와 산업
생트마리 섬은 하나의 섬으로써 하나의 도시를 이루고 있다. 서해안에 위치한 노지베섬에 이어 휴양지로 많은 관광객이 찾아온다. 생트마리 섬과 마다가스카르 본섬 사이에 위치한 해협은 남극해에서 오는 혹등고래가 많이 서식하고 있는데, 고래가 찾아오는 7월부터 9월의 겨울철에는 섬이 고래들의 거점이 된다. 그리고 생트마리 섬은 산호초가 잘 발달해 있어서 다이빙 장소로 이용된다.

## 역사
생트마리 섬은 17세기엔 해적들의 거점이었다. 풍부한 물과 과일이 있었고, 인도양 항로에서 멀지 않은 곳에 위치해 있었기 때문에 거점으로 이용되었을 것으로 추측된다. 윌리엄 키드도 이 섬을 거점으로 삼은 적이 있다. 이 섬에 정착한 프랑스인과 영국인 해적들은 현지 여성들과 혼인을 하였고 18세기 초반에는 영국 해적과 현지 여성 사이에서 태어난 자가 이 일대의 왕이 되기도 했다. 왕국은 마다가스카르 동부 연안의 여러 도시들을 지배했을 정도였다.